# Alan Hunter (écrivain)
Pour les articles homonymes, voir Hunter.
Alan Hunter, né le 25 juin 1922 à Hoveton dans le Norfolk, en Angleterre, et mort le 26 février 2005 à Brundall dans le Norfolk, est un écrivain britannique, auteur de roman policier.

## Biographie
Il quitte l'école à 14 ans et travaille dans l'exploitation agricole de son père, éleveur de volailles. Pendant la Seconde Guerre mondiale, il devient pilote dans la Royal Air Force. Après sa démobilisation, il est libraire jusqu'en 1957.
Alors qu'il publie dès 1944 un recueil de poèmes The Norwich Poems, il attend onze ans, en 1955, avant de publier son premier roman Gently Does It. C’est le premier d'une série de quarante-six romans mettant en scène le surintendant Gently. Le dernier, Gently Mistaken, paraît en 1999.
Le seul roman traduit en français est Noir outremer (Gently Coloured) écrit en 1969.
À partir de 2007, Gently Go Man, Gently Where the Roads Go et Bomber's Moon sont adaptés dans une série télévisée Inspecteur George Gently diffusée par la BBC avec Martin Shaw dans le rôle de George Gently. Cinq saisons de cette série sont diffusées jusqu’en 2012. Si les épisodes de la série s'inspirent de certains romans et du personnage créé par Alan Hunter, ils diffèrent nettement de l'œuvre initiale.

## Œuvre

### Série du surintendantGently
- Gently Does It, 1955
- Gently by the Shore, 1956
- Gently Down the Stream, 1957
- Landed Gently, 1957
- Gently Through the Mill, 1958
- Gently in the Sun, 1959
- Gently with the Painters, 1960
- Gently to the Summit, 1961
- Gently Go Man, 1961
- Gently Where the Roads Go, 1962
- Gently Floating, 1963
- Gently Sahib, 1964
- Gently with the Ladies, 1965
- Gently North-West, 1967 (autre titre Gently in the Highlands)
- Gently Continental, 1967
- Gently Coloured, 1969
  - Noir outremer, Série noire no 1382, 1970
- Gently with the Innocents, 1970
- Gently at a Gallop, 1971
- Vivienne: Gently Where She Lay, 1972
- Gently French, 1973
- Gently in Trees, 1974 (autre titre Gently Through the Woods)
- Gently with Love, 1975
- Gently Where the Birds Are, 1976
- Gently Instrumental, 1977
- Gently to a Sleep, 1978
- The Honfleur Decision, 1980
- Gabrielle's Way, 1981 (autre titre Scottish Decision)
- Fields of Heather, 1981 (autre titre Death on the Heath)
- Gently Between Tides, 1982
- Amorous Leander, 1983 (autre titre Death on the Broadlands)
- The Unhanged Man, 1984 (autre titre Unhung Man)
- Once a Prostitute, 1984
- The Chelsea Ghost, 1985
- Good Night, Sweet Prince, 1986
- Strangling Man, 1987
- Traitor's End, 1988
- Gently with the Millions, 1989
- Gently Scandalous, 1990
- Gently to a Kill, 1992
- Gently Tragic, 1992
- Gently in the Glens, 1993
- Bomber's Moon, 1994
- Jackpot!, 1995
- The Love of Gods, 1997
- Over Here, 1998
- Gently Mistaken, 1999

### Poésie
- The Norwich Poems, 1944

## Adaptations

### Au théâtre
- 1961 : That Man Gently, adaptation de Gently Does It par Auguste Belmont

### À la télévision
- 2007 – 2012 : Inspecteur George Gently, série télévisée britannique créée par Peter Flannery, avec Martin Shaw dans le rôle du surintendant Gently

## Sources
- Claude Mesplède, Les années "Série noire" : bibliographie critique d'une collection policière, vol. 3 : 1966-1972, Amiens, Editions Encrage, coll. « Travaux / 22 », 1994 (ISBN 978-2-906-38953-3), p. 222-223.
- Claude Mesplède et Jean-Jacques Schleret, SN, voyage au bout de la Noire : inventaire de 732 auteurs et de leurs œuvres publiés en séries Noire et Blème : suivi d'une filmographie complète, Paris, Futuropolis, 1982 (OCLC 11972030), p. 200